# Artur Ligęska
Artur Łukasz Ligęska (ur. 29 października 1980 w Dębicy, zm. 26 maja 2021 w Amsterdamie) – polski trener personalny, menedżer i instruktor fitness.

## Życiorys
Pochodził z Lubziny. Założyciel spółki Twój Fitness. Właściciel salonów kosmetyczno-fryzjerskich SOHO Beauty, kortów do squasha SOHO Squash oraz sklepów z suplementami oraz obuwiem sportowym Fit Shop. Absolwent Business of Fitness w National Fitness Business Alliance, a także twórca własnych konceptów fitness w klubach SOHO Body Spirit, które zakładał między innymi w Stalowej Woli, Radomiu, Lesznie, Rzeszowie czy Wrocławiu. Jeden z nich został w 2013 uznany przez środowisko fitness za najlepszą inwestycję do 1000 m². Wydał dwie płyty z muzyką: SOHO Lounge oraz SOHO House.
Według magazynu „Home&Market” w 2015 był jednym z najlepszych menedżerów branży fitness w Polsce.
Od maja 2016 współpracował z Kliniką Wellness oraz American Warsaw Clinic przy warszawskim Szpitalu Medicover jako trener motywacji sportowej. W 2017 wydał polski przekład książki Zmień swoje ciało z najsprawniejszą parą świata, napisanej przez parę mistrzów świata fitness ("Change Your Body with the World's Fittest Couple: The Secret to a Great Body Revealed" Monicę Wright oraz Matta Thoma.
Od października 2017 przebywał w Dubaju, w którym pod koniec kwietnia 2018 został aresztowany pod zarzutem posiadania narkotyków. Jak sam tłumaczył, do więzienia trafił przez syna szejka, z którym współpracował i który nie był zadowolony z jego zamiaru wyjazdu ze Zjednoczonych Emiratów Arabskich. Więzienie, w którym spędził trzynaście miesięcy i przeszedł liczne tortury, opuścił w maju 2019. W uwolnienie mężczyzny zaangażowani byli między innymi europosłanka Elżbieta Łukacijewska, ówczesny minister spraw zagranicznych Jacek Czaputowicz oraz następca tronu emiratu Abu Zabi.
Po wyjściu z więzienia wydał dwie książki opisujące jego pobyt w więzieniu: Inna miłość szejka oraz Pamiętnik więzienny.
Zmagał się z przewlekłą chorobą. Jego ciało odnaleziono w mieszkaniu w Amsterdamie.
W czerwcu 2022 podczas 62. Krakowskiego Festiwalu Filmowego wystawiono premierowo nakręcony przez Manu Luksch film Śpiewaj i płacz, płacz i śpiewaj poświęcony jego życiu.